# Greyovo–Turnerovo znamení

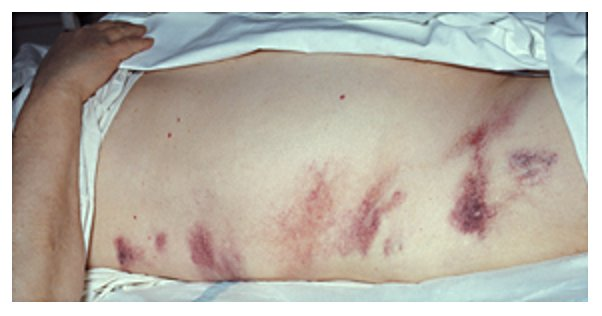
Grey Turnerovo znamení

Greyovo–Turnerovo znamení je spolu s Cullenovým znamením jedním z příznaků akutní pankreatitidy projevující se krvácením do podkoží po stranách trupu, které se mohou jevit jako modré zbarvení kůže.

Znamení se obvykle formuje 24-48 hodin před prvními příznaky akutní pankreatitidy. Značí retroperitoneálně probíhající krvácení.

Pokud je doprovázeno Cullenovým znamením, svědčí pro nekrózu pankreatu s retroperitoneálním nebo intraabdominálním krvácením.

Poprvé jej popsal britský chirurg George Grey Turner.

Nemoci, u kterých se může vyskytovat:
- akutní pankreatitida
- krvácení do pankreatu
- krvácení do retroperitonea
- tupý úraz břicha
- prasklé břišní aneurysma
- krvácení při mimoděložním těhotenství
- spontánní krvácení při koagulopatii (vrozené i získané)